# Dietanolamida de ácido graxo

Uma dietanolamida de ácido graxo

Dietanolamidas de ácidos graxos ou simplesmente amidas de ácidos graxos, normalmente obtíveis de ácidos graxos de óleo de coco são amidas tensoativas não iônicas, sendo muito empregadas em formulacões cosméticas.
Possuem fórmula estrutural: CH3(CH2)nCON(CH2CH2OH)2 onde n = 8 a 12.
As dietanolamidas de ácido graxos de coco apresentam-se na forma de um líquido viscoso de cor amarelada, que se cristaliza a temperatura baixas.
Possuem relativamente baixa solubilidade em água, mas são facilmente solubilizáveis pela presença de tensoativos mais hidrofílicos, como os álcoois graxos sulfatados e os etoxilados sulfatados.
As amidas de ácidos graxos de coco mais comuns são: dietanolamida de ácido graxo de coco, alcanolamida de ácido graxo de côco, sendo tratadas com nome INCI Cocamide DEA.

## Obtenção
No caso das dietanolamidas de ácido graxos de coco, obtem-se a partir na reação de ácidos graxos e outros derivados de óleos de cocos com dietanolaminas.
Dentre os ácidos graxos e derivados de óleos de coco utilizados, pode-se citar:
- Ácido graxo de coco ou ácido graxo de babaçu.
- Éster metílico do ácido graxo de coco ou babaçu.
- Os próprios óleos de coco ou de babaçu.

É observado que quando a síntese é realizada a partir do próprio óleo de coco ou babaçu, obtém-se uma amida de melhor solubilidade do que com a feita com o ácido graxo puro ou o éster metílico. Isso é atribuído a presença da glicerina que proporciona melhor solubilidade e poder emulsionante e umectante às amidas resultantes.

## Aplicação
As dietanolamidas de ácido graxo são empregadas nas formulações de diversos detergentes e shampoos de quase todos os tipos (tanto para higiene humana quanto veterinária), como shampoos transparentes e perolados, shampoos condicionadores, géis para banho, produtos para banho de espuma, sabonetes liquidos entre outros.
Este tipo de substância, proporciona diversas propriedades às formulações de shampoos e sabonetes líquidos nos quais são adicionadas:
- Doam viscosidade, com o objetivo principal de tornar o produto mais utilizável.
- Proporcionam maior espumacidade (produção de espuma) quanto estabilização desta.
- São considerados condicionamento ao cabelos e pelos.
- Sobrengorduramento, devolvendo a oleosidade natural dos cabelos e pelos.
- Aumentam o poder solubilizante de essências aromáticas e óleos essenciais, além de outros aditivos pouco solúveis das formulações onde são adicionadas.

Nas formulações onde são adicionadas, como doadores de viscosidade, aumentam seu poder de acordo com o pH, que pode ser regulado normalmente em shampoos por ácido cítrico e citrato de sódio e trietanolamina, e em detergentes por ácido clorídrico e hidróxido de sódio, e especialmente reforçados nesta característica pelo acréscimo de cloreto de sódio em concentração específica para cada formulação.

## Produtos substitutos
As amidas de ácidos graxos, tanto nas suas aplicações como em cada uma de suas características propiciadas aos produtos nos quais são adicionadas, embora pela diversidade, dificilmente, são substituíveis por um conjunto de produtos, como por exemplo: um como doador de viscosidade, outro como estabilizante de espuma, outro como aditivo para o incremento da espumacidade, ainda outro como sobreengordurante e, outro para dar estabilização de espuma e sobrengorduramento e o outro para incrementar o poder de detergência.
Como exemplo de doador de viscosidade específica, citam-se determinadas gomas vegetais.